# Torild Wardenær
Torild Wardenær (Stavanger, 30 de noviembre de 1951) es una escritora, poetisa y dramaturga noruega. Debutó en 1994 con I pionertiden que fue galardonado con el Premio Aschehougs. En 2014 recibió el Premio Dobloug de la Academia Sueca.

## Obras
- Passord: Kairos (poesía, Aschehoug, 2013)
- Mens Higgsbosonet gnager (poesía, Aschehoug, 2011)
- psi. (poesía, Aschehoug, 2007)
- Paradiseffekten. (poesía, Aschehoug, 2004)
- Titanporten. (poesía, Aschehoug, 2001)
- James Tate: Gnomers liksvøp og andre dikt. (Aschehoug, 2000)
- Døgndrift. (poesía, Aschehoug, 1998)
- Houdini til minne. (poesía, Aschehoug, 1997)
- Null komma to lux. (poesía, Aschehoug, 1995)
- I pionertiden. (poesía, Aschehoug, 1994)